# Représentations diplomatiques des Tonga

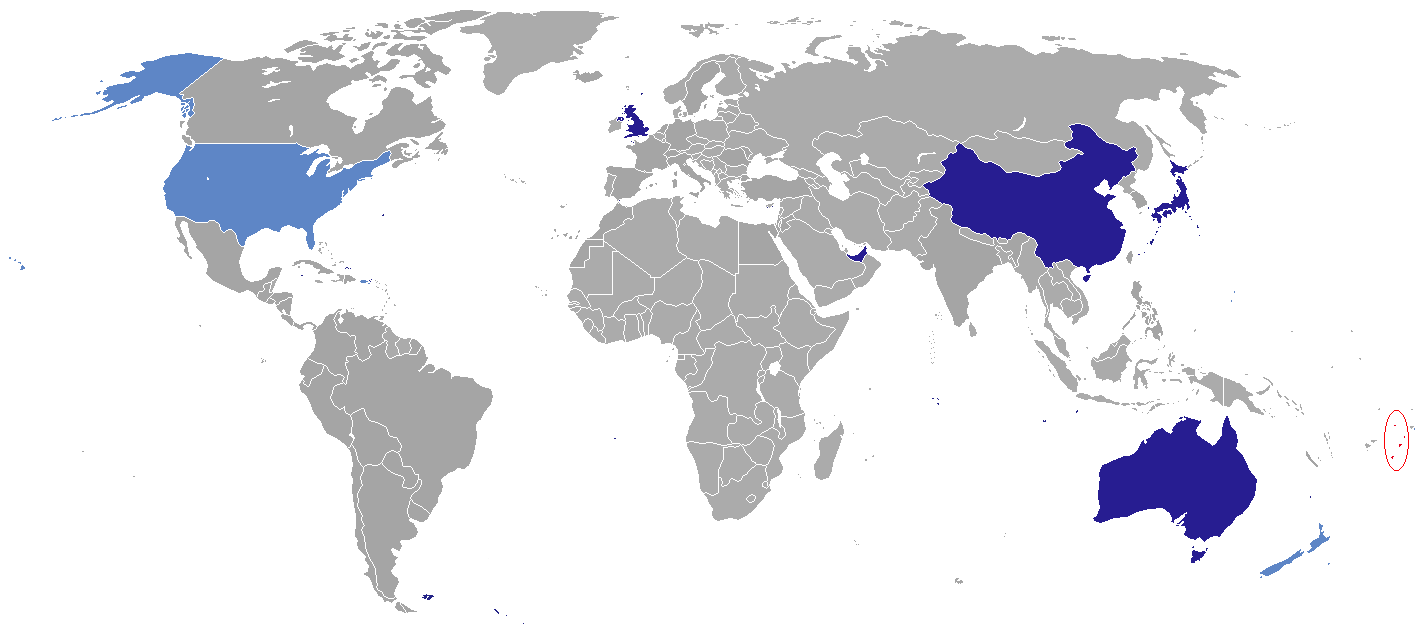
Carte des représentations diplomatiques des Tonga

Ceci est une liste des représentations diplomatiques des Tonga. Les Tonga sont un petit royaume insulaire en Polynésie. À l'exception de quelques consulats honoraires des Tonga (y compris à Sydney et à Hambourg), le réseau diplomatique des Tonga est très limité. Il n'a pas de mission dans les États insulaires voisins du Pacifique.

## Amérique
- États-Unis
  - Burlingame (Consulat général)[1]

## Asie
- Chine
  - Pékin (Ambassade)[2]
- Émirats arabes unis
  - Abou Dabi (Ambassade)[3]
- Japon
  - Tokyo (Ambassade)[4]

## Europe
- Royaume-Uni
  - Londres (Haut-commissariat)[5]

## Océanie
- Australie
  - Canberra (Haut-commissariat)
- Nouvelle-Zélande
  - Auckland (Consulat général)

## Organisations internationales
- ONU
  - New York (Mission permanente)

## Galerie

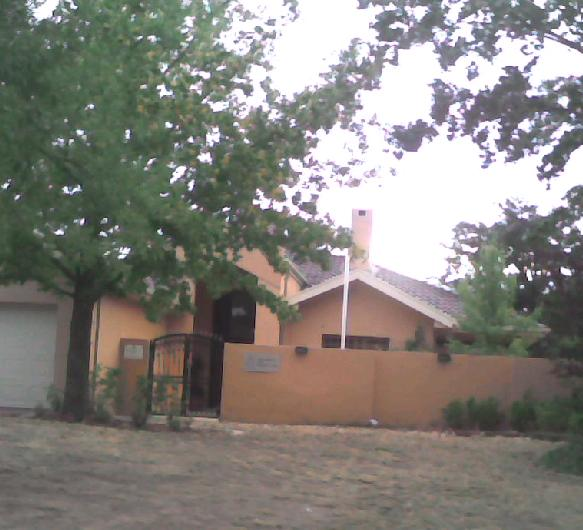
Haut-commissariat des Tonga à Canberra
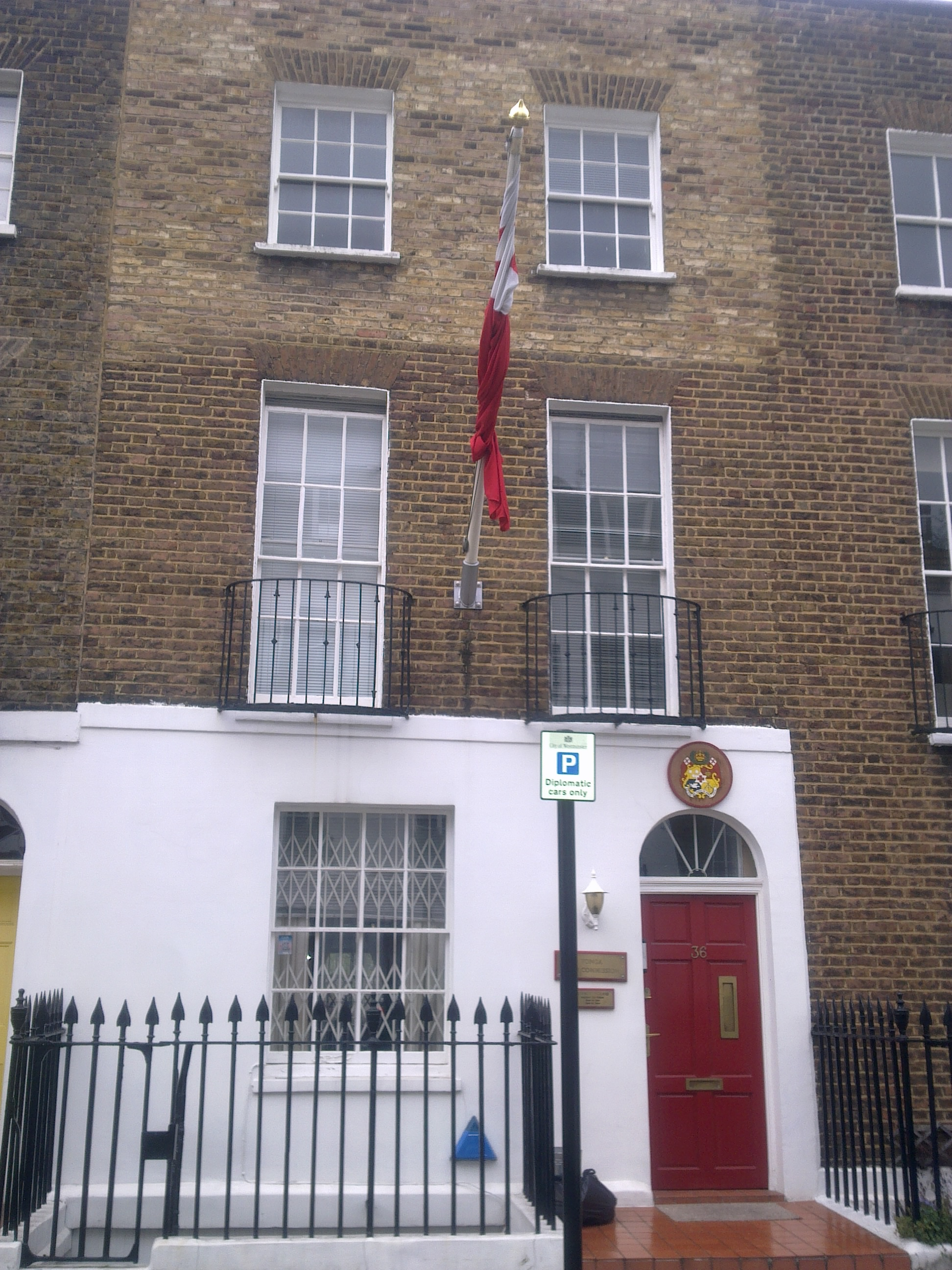
Haut-commissariat des Tonga à Londres
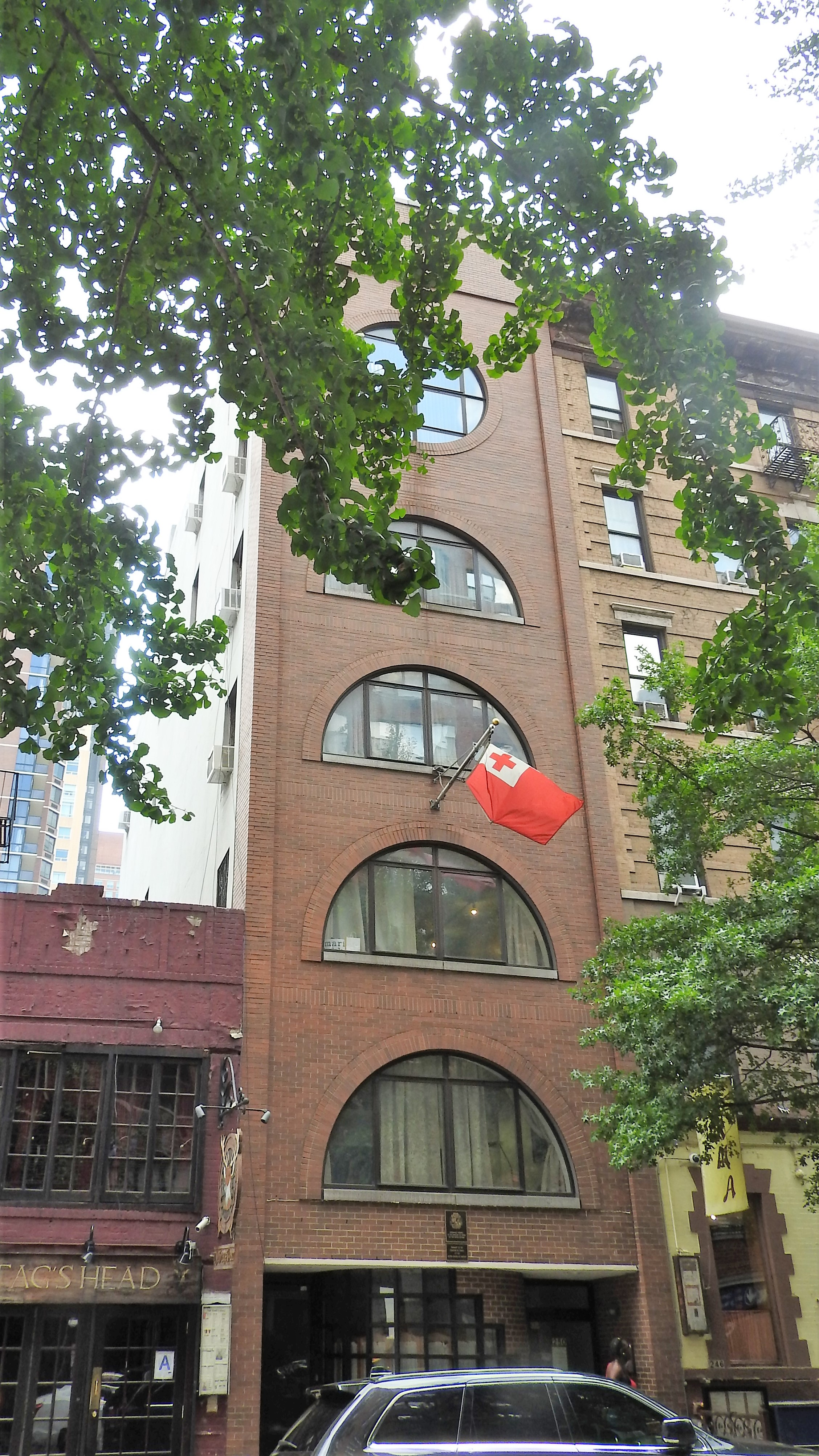
Mission permanente des Tonga à New York
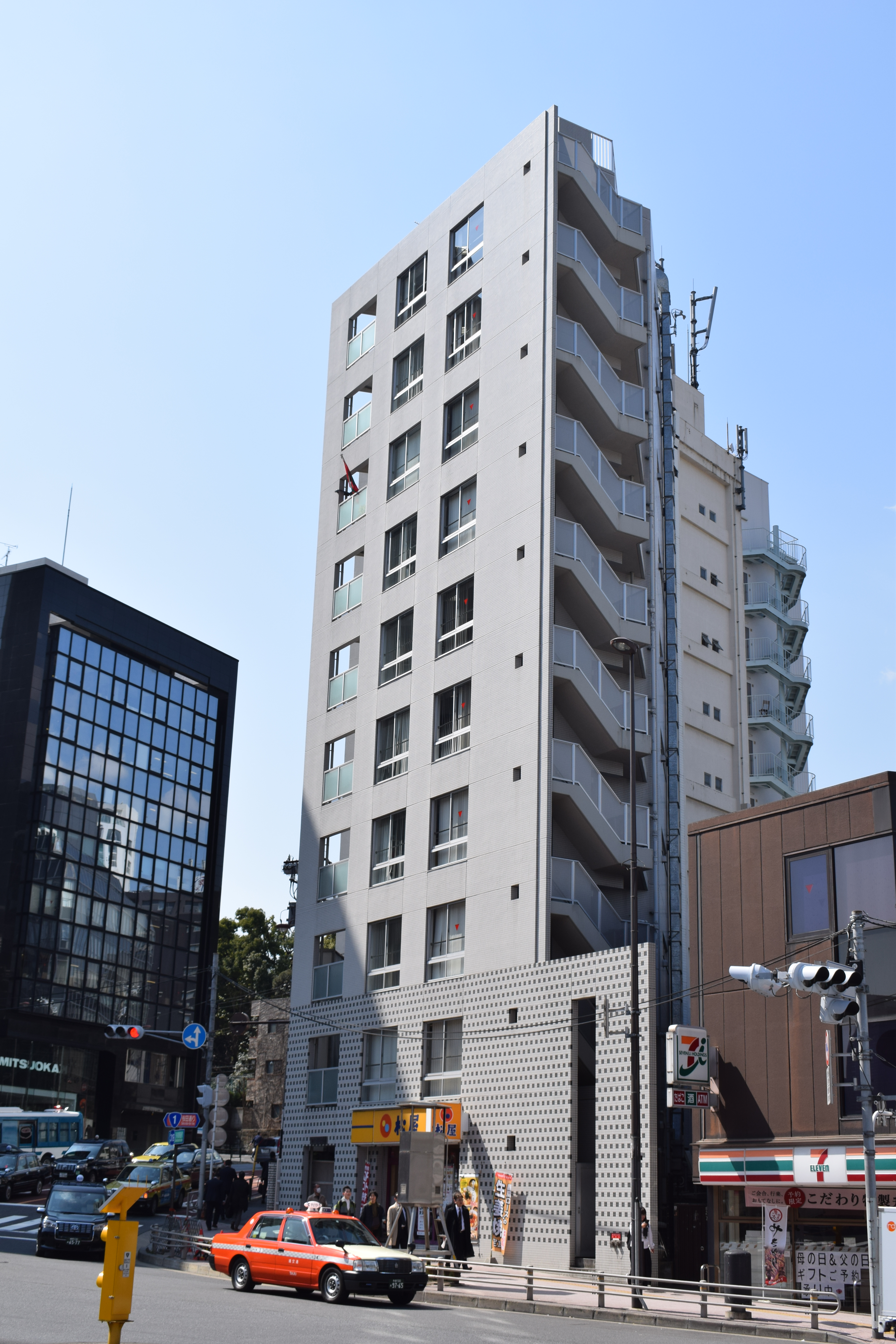
Ambassade des Tonga à Tokyo